# Aymaria pakitza
Aymaria pakitza là một loài nhện trong họ Pholcidae. Loài này được phát hiện ở Peru.